# Салвадор на Олимпијским играма
Ел Салвадор се први пут појавило на Олимпијским играма 1968. године, од тада је Ел Салвадор пропустио само Летње олимпијске игре одржане 1976. и 1980. године.

На Зимским олимпијским играма Ел Салвадор никада није учествовао. Ел Салвадор никада није био домаћин олимпијских игара. Ел Салвадорски олимпијци закључно са 2008. годином нису освојили ни једну олимпијску медаљу. 
Национални олимпијски комитет Ел Салвадора (Comité Olímpico de El Salvador) је основан 1949. године а признат од стране Међународног олимпијског комитета 1962. године.

## Медаље

### Освојене медаље на ЛОИ
| Учешће и освојене медаље Ел Салвадора на ЛОИ |                             |                             |                             |                             |                             |                             |                             |                             |                             |                             |
| ЛОИ                                          | Носилац заставе             | Учешће                      | Муш.                        | Жене                        | спорт.                      | Злато                       | Сребро                      | Бронза                      | Укупно                      | Ранг                        |
| 1968. Мексико Сити                           |                             |                             |                             |                             |                             | 0                           | 0                           | 0                           | 0                           |                             |
| 1972. Минхен                                 |                             |                             |                             |                             |                             | 0                           | 0                           | 0                           | 0                           |                             |
| 1976. Монтреал                               | Ел Салвадор није учествовао | Ел Салвадор није учествовао | Ел Салвадор није учествовао | Ел Салвадор није учествовао | Ел Салвадор није учествовао | Ел Салвадор није учествовао | Ел Салвадор није учествовао | Ел Салвадор није учествовао | Ел Салвадор није учествовао | Ел Салвадор није учествовао |
| 1980. Москва                                 | Ел Салвадор није учествовао | Ел Салвадор није учествовао | Ел Салвадор није учествовао | Ел Салвадор није учествовао | Ел Салвадор није учествовао | Ел Салвадор није учествовао | Ел Салвадор није учествовао | Ел Салвадор није учествовао | Ел Салвадор није учествовао | Ел Салвадор није учествовао |
| 1984. Лос Анђелес                            |                             |                             |                             |                             |                             | 0                           | 0                           | 0                           | 0                           |                             |
| 1988. Сеул                                   |                             |                             |                             |                             |                             | 0                           | 0                           | 0                           | 0                           |                             |
| 1992. Барселона                              |                             |                             |                             |                             |                             | 0                           | 0                           | 0                           | 0                           |                             |
| 1996. Атланта                                |                             |                             |                             |                             |                             | 0                           | 0                           | 0                           | 0                           |                             |
| 2000. Сиднеј                                 |                             |                             |                             |                             |                             | 0                           | 0                           | 0                           | 0                           |                             |
| 2004. Атина                                  |                             |                             |                             |                             |                             | 0                           | 0                           | 0                           | 0                           |                             |
| 2008. Пекинг                                 |                             |                             |                             |                             |                             | 0                           | 0                           | 0                           | 0                           |                             |
| 2012. Лондон                                 |                             |                             |                             |                             |                             | 0                           | 0                           | 0                           | 0                           |                             |
| 2016. Рио де Жанеиро                         |                             |                             |                             |                             |                             | 0                           | 0                           | 0                           | 0                           |                             |
| 2020. Токио                                  |                             |                             |                             |                             |                             |                             |                             |                             |                             |                             |
| 2024. Париз                                  |                             |                             |                             |                             |                             |                             |                             |                             |                             |                             |
| 2028. Лос Анђелес                            | предстојећи догађај         |                             |                             |                             |                             |                             |                             |                             |                             |                             |
| 2032. Бризбејн                               | предстојећи догађај         |                             |                             |                             |                             |                             |                             |                             |                             |                             |
| Укупно                                       |                             |                             |                             |                             |                             | 0                           | 0                           | 0                           | 0                           |                             |